# Informatyka muzyczna
Informatyka muzyczna – pojawiający się interdyscyplinarny obszar badawczy zajmujący się produkcją, dystrybucją, konsumpcją i analizą muzyki za pomocą technologii informatycznych (szczególnie w formatach cyfrowych). Informatyka muzyczna obejmuje między innymi edytory audio, przetwarzanie i analizę sygnałów muzycznych, urządzenia wykorzystywane przy produkcji muzyki oraz urządzenia wykorzystywane przy występach muzycznych.